# Luiz Carlos Molion
Luiz Carlos Baldicero Molion ist ein brasilianischer Meteorologe, der für seinen Widerstand gegen Umweltschützer bekannt ist.

## Leben
Molion erwarb 1969 einen Abschluss in Physik an der Universität in São Paulo und promovierte 1975 an der University of Wisconsin in Meteorologie.
Er ist Professor an der Universidade Federal de Alagoas und leitete zwei Forschungsprojekte der NASA im Amazonas. 2009 bestritt er in einem Interview die Existenz einer globalen Erwärmung. Molion vertritt die Ansicht, dass Studien zum Klimawandel durchgeführt werden, „um der Agrarindustrie in Brasilien zu schaden“.